# 卜力
卜力爵士，GCMG，DL，JP，FRGS（別名卜公，1840年1月8日—1918年2月13日），是英國派駐香港的第十二任港督（1898年－1903年），任內主張以和平方式面對新界問題。

## 簡歷
1898年，英國與满清簽訂《展拓香港界址專條》租借新界99年。卜力在專條簽訂後，派總警司梅含理接收新界及建立警署。
1900年6月，大量大清國人湧至香港。其時瘟疫更見嚴重，終於發現瘟疫源自太平山街一帶的老鼠。因此港府鼓勵捕鼠，酬金為每隻兩仙，竟有市民以養鼠賺錢，最後改用老鼠箱，廢除捕鼠酬金。
卜力任內也進行了不少建設，包括鋪設電車軌道（1904年通車）、主持最高法院奠基禮（於1912年啟用）。天星小輪、先施百貨、《南華早報》也於卜力任內創立。
1903年任滿，前往錫蘭當總督。由警司梅含理署理其職，直至彌敦來港就職。

## 相关
- 卜公花園：位於香港島上環太平山街
- 卜公碼頭：原位於香港島中環，現搬往赤柱，名為赤柱卜公碼頭
- 卜公體育會：由上環卜公花園一群熱愛足球的人士於1971年組成的香港足球隊
- 洋紫荊（Bauhinia × blakeana）